# Rytidostylis amazonica
Rytidostylis amazonica là một loài thực vật có hoa trong họ Cucurbitaceae. Loài này được (Mart. ex Cogn.) Spruce ex Kuntze miêu tả khoa học đầu tiên năm 1891.